# Pseudotriakis microdon
Pseudotriakis microdon е вид акула от семейство Pseudotriakidae.

## Разпространение и местообитание
Видът е разпространен в Австралия (Западна Австралия и Куинсланд), Исландия, Испания (Канарски острови), Кабо Верде, Канада, Нова Зеландия, Португалия (Азорски острови и Мадейра), Провинции в КНР, САЩ (Ню Джърси, Ню Йорк и Хавайски острови), Сейшели (Алдабра), Сенегал, Тайван, Франция и Япония (Хоншу).
Обитава крайбрежията на океани, морета и рифове. Среща се на дълбочина от 173 до 1890 m, при температура на водата от 4,7 до 11,8 °C и соленост 34,3 – 35,6 ‰.

## Описание
На дължина достигат до 3 m.